# 오스트레일리아 크리켓 국가대표팀

오스트레일리아 크리켓 국가대표팀(영어: Australia national cricket team)은 오스트레일리아의 크리켓 국가대표팀이다. 첫 평가전은 1877년 잉글랜드와 펼친 것이다.
오스트레일리아 국가대표팀은 2018년 3월 기준으로 총 811번의 테스트 경기를 가졌으며 383번이 승리하고 218번이 패배, 208번이 무승부이다. 또한, 국가대표팀은 2017년 10월 18일 기준으로, ICC 테스트 챔피언십에서 총 4,174점을 받아 3위이다.